# Fotbal Club Argeș Pitești
L'FC Argeș Pitești (nome completo Fotbal Club Argeș Pitești) è una società calcistica rumena con sede nella città di Pitești. Milita nella Liga I, la prima serie del campionato rumeno.

## Cronistoria
- 1953 - Fondato come Dinamo Pitești
- 1961 - Prima partecipazione alla Divizia A
- 1966 - Prima partecipazione alle Coppe europee (Coppa delle Fiere 1966/67)
- 1968 - Rinominato FC Argeș Pitești

## Tifoseria
Secondo gli studi effettuati periodicamente da agenzie specializzate in sondaggi e ricerche di mercato, l'FC Argeș Pitești è una delle squadre di calcio con una popolarità costante in Romania, essendo sostenuta da un numero invariato di tifosi, soprattutto nella regione di Muntenia e nella contea di Arges. Negli ultimi anni il sostegno alla squadra è stato sostenuto, principalmente grazie alla tradizione e alle prestazioni storiche del club.

### Storia

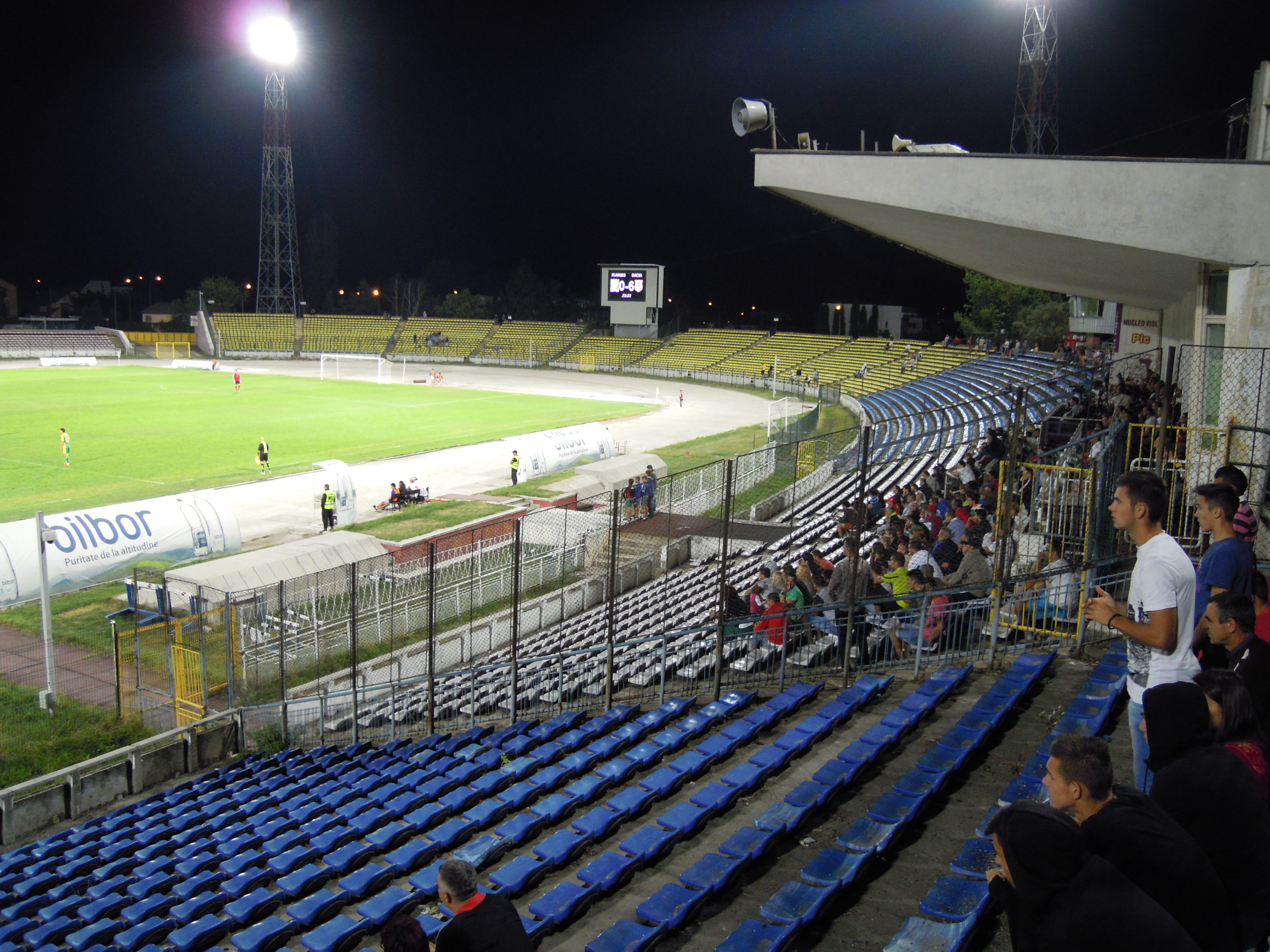
Il prato dove si siedono gli ospiti quando giocano a Pitesti

Il tradizionale centro dei tifosi dell'Argeș Pitesti è conosciuto come Curva Nord, un luogo emblematico dove si riuniscono gruppi organizzati di tifosi e membri dei fan club. La storia del tifosi organizzato inizia negli anni '70, quando la squadra, guidata dal leggendario Nicolae Dobrin, vinse due titoli nazionali, raccogliendo fervidi consensi. Negli anni '90 apparvero i primi gruppi ultras, che contribuirono a consolidare un'atmosfera unica allo Stadio Nicolae Dobrin. Non di rado si sono verificati massicci movimenti di tifosi durante le partite in trasferta, ad esempio nelle semifinali di Coppa di Romania contro l'U Craiova, o nelle partite di Coppa di Romania di Targoviste contro Steaua o Dinamo quando allo stadio c'erano più di 5000 tifosi.
Curva Nord è riconosciuta per la sua instancabile passione, la coreografia spettacolare e la devozione ai colori viola e bianco. Nel corso del tempo, i gruppi di tifosi hanno assunto una posizione apolitica, promuovendo l’unità attorno all’amore per il calcio e per la squadra locale.
Curva Nord è formata dai gruppi Violet Republic, Brigada Vulturii București e Frații

### Gemellaggi e rivalità
I tifosi dell'Argeș Pitesti hanno stabilito rapporti amichevoli con i tifosi di squadre come Voința Sibiu e Progresul Bucarest, basati sul rispetto reciproco e sulla tradizione comune del calcio rumeno. Inoltre, nel corso degli anni, si sono formati rapporti con altri gruppi di tifosi del paese nel contesto di incontri memorabili.
D'altra parte, la rivalità storica più intensa è quella con squadre vicine, come Universitatea Craiova e Dinamo Bucarest, che spesso furono avversarie dirette in competizioni importanti. I derby con squadre della regione, come il CS Mioveni, sono considerati eventi di massima intensità per i tifosi del Pitesti.

## Organico

### Rosa 2024-2025
Aggiornata al 27 ottobre 2024.
| N. |                           | Ruolo | Calciatore            |
| -- | ------------------------- | ----- | --------------------- |
| 1  | Romania (bandiera)        | P     | Cătălin Straton       |
| 2  | Romania (bandiera)        | D     | Costinel Tofan        |
| 4  | Costa d'Avorio (bandiera) | C     | Kevin Doukouré        |
| 5  | Romania (bandiera)        | D     | Marius Briceag        |
| 6  | Romania (bandiera)        | D     | Mario Tudose          |
| 7  | Romania (bandiera)        | A     | Vlad Morar            |
| 8  | Romania (bandiera)        | C     | Petrișor Petrescu     |
| 9  | Norvegia (bandiera)       | A     | Emanuel Longe Grønner |
| 11 | Romania (bandiera)        | A     | Yanis Pîrvu           |
| 12 | Romania (bandiera)        | P     | Denis Oncescu         |
| 15 | Brasile (bandiera)        | D     | Guilherme Garutti     |
| 16 | Romania (bandiera)        | A     | Ionuț Rădescu         |
| 19 | Romania (bandiera)        | A     | Mihai Roman           |
| 20 | Romania (bandiera)        | D     | Costin Ghiocel        |

| N. |                               | Ruolo | Calciatore         |
| -- | ----------------------------- | ----- | ------------------ |
| 21 | Romania (bandiera)            | C     | Andrei Stoica      |
| 22 | Romania (bandiera)            | C     | Alexandru Dinoci   |
| 23 | Romania (bandiera)            | D     | Florin Borța       |
| 25 | Giappone (bandiera)           | C     | Takayuki Seto      |
| 28 | Romania (bandiera)            | A     | Valentin Buhăcianu |
| 29 | Romania (bandiera)            | C     | Gabriel Gheorghe   |
| 30 | Romania (bandiera)            | C     | Marco Dică         |
| 43 | Guinea Equatoriale (bandiera) | D     | Esteban Orozco     |
| 80 | Romania (bandiera)            | C     | Andrei Dima        |
| 98 | Romania (bandiera)            | C     | Patrick Dulcea     |
| 99 | Romania (bandiera)            | A     | Robert Moldoveanu  |
|    | Romania (bandiera)            | D     | Rareș Butnărașu    |
|    | Romania (bandiera)            | P     | Andrei Bucur       |
|    | Romania (bandiera)            | P     | Vlad Frumuzache    |

### Rosa 2022-2023
Aggiornata al 4 maggio 2023.
| N. |                       | Ruolo | Calciatore              |
| -- | --------------------- | ----- | ----------------------- |
| 1  | Romania (bandiera)    | P     | Cătălin Straton         |
| 2  | Romania (bandiera)    | D     | Costinel Tofan          |
| 4  | Paraguay (bandiera)   | C     | David Meza Colli        |
| 5  | Romania (bandiera)    | D     | Grigore Turda           |
| 6  | Francia (bandiera)    | C     | Tony Njiké              |
| 7  | Portogallo (bandiera) | D     | Boubacar Hanne          |
| 8  | Romania (bandiera)    | C     | Ionuț Șerban (capitano) |
| 10 | Romania (bandiera)    | C     | Andreias Calcan         |
| 11 | Martinica (bandiera)  | C     | Wesley Jobello          |
| 12 | Romania (bandiera)    | P     | Sebastian Micu          |
| 14 | Camerun (bandiera)    | A     | Arnold Garita           |
| 16 | Portogallo (bandiera) | A     | Fábio Vianna            |
| 17 | Romania (bandiera)    | D     | Alin Dobrosavlevici     |
| 18 | Romania (bandiera)    | C     | Geani Crețu             |
| 19 | Romania (bandiera)    | C     | Andrei Stoica           |
| 20 | Francia (bandiera)    | A     | Enzo Célestine          |

| N. |                          | Ruolo | Calciatore        |
| -- | ------------------------ | ----- | ----------------- |
| 21 | Romania (bandiera)       | C     | David Croitoru    |
| 22 | Argentina (bandiera)     | D     | Facundo Rizzi     |
| 23 | Romania (bandiera)       | D     | Marius Constantin |
| 24 | Madagascar (bandiera)    | C     | Dorian Bertrand   |
| 25 | Romania (bandiera)       | C     | Yanis Pirvu       |
| 26 | Romania (bandiera)       | D     | Claudiu Moisie    |
| 27 | Madagascar (bandiera)    | A     | Julio Donisa      |
| 28 | Capo Verde (bandiera)    | A     | Jafar Arias       |
| 29 | Romania (bandiera)       | C     | Denis Dumitrașcu  |
| 33 | Romania (bandiera)       | P     | George Micle      |
| 43 | Brasile (bandiera)       | D     | Brendon Lucas     |
| 44 | Canada (bandiera)        | D     | Zorhan Bassong    |
| 70 | Croazia (bandiera)       | C     | Antonio Jakoliš   |
| 80 | Romania (bandiera)       | C     | Andrei Tîrcoveanu |
| 88 | Guinea-Bissau (bandiera) | C     | Mimito Biai       |
| 95 | Croazia (bandiera)       | D     | Mario Zebić       |

### Rosa 2021-2022
Aggiornata al 20 febbraio 2022.
| N. |                       | Ruolo | Calciatore              |
| -- | --------------------- | ----- | ----------------------- |
| 2  | Romania (bandiera)    | D     | Costinel Tofan          |
| 3  | Romania (bandiera)    | D     | Iasmin Latovlevici      |
| 4  | Paraguay (bandiera)   | C     | David Meza Colli        |
| 5  | Romania (bandiera)    | D     | Grigore Turda           |
| 7  | Portogallo (bandiera) | D     | Diogo Viana             |
| 8  | Romania (bandiera)    | C     | Ionuț Șerban (capitano) |
| 9  | Romania (bandiera)    | A     | Cristian Dumitru        |
| 10 | Romania (bandiera)    | C     | Cristian Tănase         |
| 11 | Romania (bandiera)    | C     | Alexandru Ișfan         |
| 12 | Romania (bandiera)    | P     | Alexandru Greab         |
| 14 | Portogallo (bandiera) | D     | João Miguel             |
| 16 | Brasile (bandiera)    | A     | Ruan Teles              |
| 17 | Romania (bandiera)    | D     | Alin Dobrosavlevici     |
| 19 | Romania (bandiera)    | A     | George Ganea            |

| N. |                        | Ruolo | Calciatore       |
| -- | ---------------------- | ----- | ---------------- |
| 21 | Croazia (bandiera)     | C     | Antun Palić      |
| 22 | Romania (bandiera)     | P     | Flavius Croitoru |
| 23 | Romania (bandiera)     | A     | Cătălin Barbu    |
| 25 | Romania (bandiera)     | D     | Deian Boldor     |
| 26 | Romania (bandiera)     | D     | Claudiu Moisie   |
| 28 | Capo Verde (bandiera)  | A     | Jafar Arias      |
| 29 | Romania (bandiera)     | C     | Denis Dumitrașcu |
| 30 | Romania (bandiera)     | D     | Nicolae Mușat    |
| 33 | Romania (bandiera)     | P     | George Micle     |
| 44 | Italia (bandiera)      | A     | Said Ahmed Said  |
| 71 | Bulgaria (bandiera)    | C     | Martin Rajnov    |
| 89 | Romania (bandiera)     | C     | Georgian Honciu  |
| 90 | Nigeria (bandiera)     | A     | Kehinde Fatai    |
|    | Stati Uniti (bandiera) | A     | Emmanuel Ernest  |

### Rosa 2020-2021
Aggiornata all'8 febbraio 2021.
| N. |                     | Ruolo | Calciatore              |
| -- | ------------------- | ----- | ----------------------- |
| 2  | Romania (bandiera)  | D     | Costinel Tofan          |
| 4  | Paraguay (bandiera) | C     | David Meza Colli        |
| 5  | Romania (bandiera)  | D     | Grigore Turda           |
| 6  | Spagna (bandiera)   | C     | Pablo de Lucas          |
| 7  | Romania (bandiera)  | A     | Cristian Dumitru        |
| 8  | Romania (bandiera)  | C     | Ionuț Șerban (capitano) |
| 9  | Romania (bandiera)  | C     | Alin Popa               |
| 10 | Romania (bandiera)  | C     | Ionuț Năstăsie          |
| 11 | Romania (bandiera)  | C     | Stephan Drăghici        |
| 12 | Romania (bandiera)  | P     | Alexandru Greab         |
| 13 | Romania (bandiera)  | C     | Ionuț Oprescu           |
| 14 | Romania (bandiera)  | D     | Mihai Leca              |
| 15 | Romania (bandiera)  | C     | Andrei Mirică           |
| 16 | Brasile (bandiera)  | A     | Ruan Teles              |
| 17 | Romania (bandiera)  | C     | Robert Grecu            |

| N. |                       | Ruolo | Calciatore        |
| -- | --------------------- | ----- | ----------------- |
| 18 | Senegal (bandiera)    | A     | Mediop Ndiaye     |
| 19 | Belgio (bandiera)     | D     | Jimmy De Jonghe   |
| 20 | Belgio (bandiera)     | C     | Alexander Maes    |
| 21 | Croazia (bandiera)    | C     | Antun Palić       |
| 22 | Romania (bandiera)    | P     | Flavius Croitoru  |
| 23 | Romania (bandiera)    | A     | Cătălin Barbu     |
| 24 | Portogallo (bandiera) | C     | Sérgio Marakis    |
| 25 | Romania (bandiera)    | D     | Deian Boldor      |
| 26 | Croazia (bandiera)    | D     | Luka Marić        |
| 28 | Svizzera (bandiera)   | A     | Cephas Malele     |
| 30 | Romania (bandiera)    | D     | Nicolae Mușat     |
| 32 | Francia (bandiera)    | D     | Sylvain Deslandes |
| 33 | Romania (bandiera)    | P     | George Micle      |
| 89 | Romania (bandiera)    | C     | Georgian Honciu   |

### Rosa 2017-2018
| N. |                    | Ruolo | Calciatore      |
| -- | ------------------ | ----- | --------------- |
| 1  | Romania (bandiera) | P     | Dorinel Grecu   |
| 2  | Romania (bandiera) | D     | Catalin Toriste |
| 5  | Romania (bandiera) | D     | George Cotiga   |
| 6  | Romania (bandiera) | C     | Andrei Panait   |
| 8  | Romania (bandiera) | C     | Ionut Serban    |
| 9  | Romania (bandiera) | A     | Andrei Nila     |
| 10 | Romania (bandiera) | C     | Ionuț Năstăsie  |
| 11 | Romania (bandiera) | C     | Andrei David    |
| 13 | Romania (bandiera) | C     | Raul Costin     |
| 14 | Romania (bandiera) | D     | Catalin Stan    |
| 15 | Romania (bandiera) | D     | Bogdan Visa     |
| 16 | Romania (bandiera) | C     | Antonio Cruceru |

| N. |                    | Ruolo | Calciatore        |
| -- | ------------------ | ----- | ----------------- |
| 17 | Romania (bandiera) | A     | Constantin Stoica |
| 20 | Romania (bandiera) | P     | Alin Popa         |
| 21 | Romania (bandiera) | C     | Cosmin Capatana   |
| 22 | Romania (bandiera) | C     | Radu Birzan       |
| 24 | Romania (bandiera) | A     | Marius Albu       |
| 28 | Romania (bandiera) | P     | Octavian Popescu  |
|    | Romania (bandiera) | A     | Vasile Buhăescu   |
|    | Romania (bandiera) | C     | Robert Grecu      |
|    | Romania (bandiera) | C     | Costinel Tofan    |
|    | Romania (bandiera) | A     | Catalin Barbu     |
|    | Romania (bandiera) | D     | Daniel Serbanica  |
|    | Romania (bandiera) | D     | Dorinel Oancea    |

## Palmarès

### Competizioni nazionali
- Campionato rumeno: 2

1971-1972, 1978-1979
- Liga II: 2

2007-2008, 2024-2025
- Liga III: 1

2016-2017

### Altripiazzamenti
- Campionato rumeno:

Secondo posto: 1967-1968, 1977-1978
Terzo posto: 1972-1973, 1979-1980, 1980-1981, 1997-1998
- Coppa di Romania:

Finalista: 1964-1965
Semifinalista: 1969-1970, 1977-1978, 1981-1982, 1993-1994, 1997-1998, 2002-2003, 2003-2004, 2021-2022
- Liga II:

Secondo posto: 2019-2020
- Coppa dei Balcani:

Finalista: 1983-1984, 1984-1985, 1987-1988

## Statistiche e record

### Statistiche nelle competizioni UEFA
Tabella aggiornata alla fine della stagione 2019-2020.
| Competizione                  | Partecipazioni | G  | V | N | P | RF | RS |
| ----------------------------- | -------------- | -- | - | - | - | -- | -- |
| UEFA Champions League         | 2              | 8  | 4 | 0 | 4 | 13 | 10 |
| Coppa UEFA/UEFA Europa League | 5              | 18 | 7 | 4 | 7 | 29 | 34 |